# Danilo Gomes
Danilo Gomes (15 oktober 1981) is een Braziliaans voetballer.